# Vreemde praktijken
Vreemde praktijken was een Nederlandse komedieserie die werd uitgezonden in 53 delen in 5 seizoenen door de KRO tussen 1989 en 1993. De serie was de opvolger van Drie recht, één averecht, waar dezelfde hoofdpersoon Bertus in voorkwam en daar eigenaar van een sportschool was.
Deze serie speelde zich af op een advocatenkantoor. Bertus de Vries (Gerard Cox) is een rasechte  Rotterdammert en een scharrelaar en  sjacheraar en is er altijd op uit geld te verdienen. In de eerste aflevering opent hij "Bertus' Occasionpaleis". De handel is lang niet altijd even succesvol en gaat ook niet altijd op even eerlijke wijze.
Zijn bovenwoning verhuurt hij aan Lex Tiggelaar (John Kraaykamp jr.) en Laurens-Jan Bolsenbroek jr. (Sjoerd Pleijsier), zoon van advocaat Mr. Bolsenbroek sr. (Peter Aryans). De twee zijn net afgestudeerd en vinden bij Bertus boven woon- en kantoorruimte. Doordat ze juridisch zijn onderlegd, liggen ze regelmatig met Bertus overhoop omdat zij het natuurlijk beter weten.
Net als in Toen was geluk heel gewoon speelden Gerard Cox en Joke Bruijs in Vreemde praktijken een echtpaar.

## Rolverdeling
| Personage               | Acteur/actrice        | Seizoen |
| ----------------------- | --------------------- | ------- |
| Bertus de Vries         | Gerard Cox            |         |
| Sjaan de Vries          | Joke Bruijs           |         |
| Laurens Jan Bolsenbroek | Sjoerd Pleijsier      |         |
| Lex Tiggelaar           | Johnny Kraaijkamp jr. |         |
| Luus van Trigt          | Sylvia de Leur        | 2-3     |
| Wendy Keizer            | Janke Dekker          | 1       |
| Mr. Bolsenbroek sr.     | Peter Aryans          | 1-2     |

## Seizoenen
| Seizoen | Afleveringen | Uitzendingen                        |
| ------- | ------------ | ----------------------------------- |
| 1       | 7            | 6 maart 1989 - 17 april 1989        |
| 2       | 11           | 12 december 1990 - 20 februari 1991 |
| 3       | 20           | 6 oktober 1991 - 12 april 1992      |
| 4       | 10           | 10 januari 1993 - 14 maart 1993     |
| 5       | 5            | 28 november 1993 - 26 december 1993 |

## Afleveringen

### Seizoen 1 (1989)
| Aflevering (seizoen) | Aflevering (serie) | Titel                   | Eerste uitzenddatum |
| -------------------- | ------------------ | ----------------------- | ------------------- |
| 1                    | 1                  | De opening              | 6 maart 1989        |
| 2                    | 2                  | Meisje gezocht          | 13 maart 1989       |
| 3                    | 3                  | Papieren bruiloft       | 20 maart 1989       |
| 4                    | 4                  | Van de prins geen kwaad | 27 maart 1989       |
| 5                    | 5                  | Altijd prijs            | 3 april 1989        |
| 6                    | 6                  | Spaanse les             | 10 april 1989       |
| 7                    | 7                  | Het bloed kruipt...     | 17 april 1989       |

### Seizoen 2 (1990-1991)
| Aflevering (seizoen) | Aflevering (serie) | Titel                  | Eerste uitzenddatum |
| -------------------- | ------------------ | ---------------------- | ------------------- |
| 1                    | 8                  | Bingo!                 | 12 december 1990    |
| 2                    | 9                  | Ieder zijn aandeel     | 19 december 1990    |
| 3                    | 10                 | Eenzame kerst          | 26 december 1990    |
| 4                    | 11                 | Oude troep             | 2 januari 1990      |
| 5                    | 12                 | Miss Management        | 9 januari 1991      |
| 6                    | 13                 | Een kwestie van milieu | 16 januari 1991     |
| 7                    | 14                 | Op eigen beide benen   | 23 januari 1991     |
| 8                    | 15                 | Het winterpaleis       | 30 januari 1991     |
| 9                    | 16                 | Carnaval               | 6 februari 1991     |
| 10                   | 17                 | Punneke                | 13 februari 1991    |
| 11                   | 18                 | Veilig verkeerd        | 20 februari 1991    |

### Seizoen 3 (1991-1992)
| Aflevering (seizoen) | Aflevering (serie) | Titel                     | Eerste uitzenddatum |
| -------------------- | ------------------ | ------------------------- | ------------------- |
| 1                    | 19                 | Een klok voor een prikkie | 6 oktober 1991      |
| 2                    | 20                 | Bonte avond               | 13 oktober 1991     |
| 3                    | 21                 | Bert en de Bees           | 20 oktober 1991     |
| 4                    | 22                 | Samen uit                 | 27 oktober 1991     |
| 5                    | 23                 | Uit de kunst              | 3 november 1991     |
| 6                    | 24                 | Loos alarm                | 10 november 1991    |
| 7                    | 25                 | Scheiding der geesten     | 17 november 1991    |
| 8                    | 26                 | Adverteren doet begeren   | 24 november 1991    |
| 9                    | 27                 | Secretaresse van het jaar | 1 december 1991     |
| 10                   | 28                 | Onverklaarbaar bewoond    | 8 december 1991     |
| 11                   | 29                 | De gebeten hond           | 9 februari 1992     |
| 12                   | 30                 | Het Bolsenbroekgevoel     | 16 februari 1992    |
| 13                   | 31                 | Goede deelraad is duur    | 23 februari 1992    |
| 14                   | 32                 | Voor galg en rad          | 1 maart 1992        |
| 15                   | 33                 | Gaat heen en...           | 8 maart 1992        |
| 16                   | 34                 | De ton van Duinhoven      | 15 maart 1992       |
| 17                   | 35                 | De buren hebben oren      | 22 maart 1992       |
| 18                   | 36                 | Een man, een man          | 29 maart 1992       |
| 19                   | 37                 | Geld als water            | 5 april 1992        |
| 20                   | 38                 | Zigeunerbloed             | 12 april 1992       |

### Seizoen 4 (1993)
| Aflevering (seizoen) | Aflevering (serie) | Titel                         | Eerste uitzenddatum |
| -------------------- | ------------------ | ----------------------------- | ------------------- |
| 1                    | 39                 | Op deez' heugelijke dag       | 10 januari 1993     |
| 2                    | 40                 | Onder valse vlag              | 17 januari 1993     |
| 3                    | 41                 | De procedurefout              | 24 januari 1993     |
| 4                    | 42                 | Een ongeluk komt nooit alleen | 31 januari 1993     |
| 5                    | 43                 | Een nichtje verplicht je      | 7 februari 1993     |
| 6                    | 44                 | De vader van Sjaan            | 14 februari 1993    |
| 7                    | 45                 | Job rotation                  | 21 februari 1993    |
| 8                    | 46                 | Verziekte verhoudingen        | 28 februari 1993    |
| 9                    | 47                 | Gewetensbezwaren              | 7 maart 1993        |
| 10                   | 48                 | Het staat in de sterren       | 14 maart 1993       |

### Seizoen 5 (1993)
| Aflevering (seizoen) | Aflevering (serie) | Titel                        | Eerste uitzenddatum |
| -------------------- | ------------------ | ---------------------------- | ------------------- |
| 1                    | 49                 | De vervuiler betaalt         | 28 november 1993    |
| 2                    | 50                 | Hoort wat klopt daar....     | 5 december 1993     |
| 3                    | 51                 | Straatroof                   | 12 december 1993    |
| 4                    | 52                 | Blessuretijd                 | 19 december 1993    |
| 5                    | 53                 | Donderslag bij heldere hemel | 26 december 1993    |